# Tapponia austera
Tapponia austera är en spindelart som beskrevs av Tord Tamerlan Teodor Thorell 1894. Tapponia austera ingår i släktet Tapponia och familjen lospindlar.
Artens utbredningsområde är Singapore. Inga underarter finns listade i Catalogue of Life.